# Sigvart Dagsland
Sigvart Dagsland (Stavanger, 18 ottobre 1963) è un cantante norvegese.

## Biografia
Alt eg såg (1990), quarto album in studio dell'interprete, ha raggiunto la 12ª posizione della VG-lista e ha conseguito lo Spellemannprisen all'album pop dell'anno. Bedre enn stillhet (1992) si è fermato al 16º posto, mentre Stup (1994) gli ha fatto guadagnare una nomination per lo Spellemannprisen al miglior artista maschile.
Det er makt i de foldede hender (1995) è stato il suo primo LP a raggiungere la top five norvegese. L'anno successivo viene presentato Fri, che ha conquistato la 16ª posizione in classifica e che è conteso lo Spellemannprisen al solista pop. Ad esso ha fatto seguito Soul Ballads (2001), classificatosi 12º.
Hjemmefra (2003) ha esordito al 7º posto nella graduatoria nazionale, mentre Underlig frihet (2004) ha scalato la classifica fino a posizionarsi 8º. Forandring (2007) e Hymns (2009) si sono collocati rispettivamente al 13º e 10º posto in classifica.
Sigvart Dagslands bryllups- og begravelsesorkester (2010) ha fatto il debutto nella graduatoria norvegese alla 13ª posizione. Villa Nordraak (2012) è arrivato all'11º posto nella VG-lista. Il sedicesimo progetto in studio Røst (2016), invece, ha esordito al 30º posto.

## Discografia

### Album in studio
- 1985 – Joker
- 1987 – De umulige
- 1988 – Seculum Seculi
- 1990 – Alt eg såg
- 1992 – Bedre enn stillhet
- 1994 – Stup
- 1995 – Det er makt i de foldede hender
- 1998 – Fri
- 2001 – Soul Ballads
- 2003 – Hjemmefra
- 2004 – Underlig frihet
- 2007 – Forandring
- 2009 – Hymns
- 2010 – Sigvart Dagslands bryllups- og begravelsesorkester
- 2012 – Villa Nordraak
- 2016 – Røst
- 2021 – Elefanten i rommet
- 2023 – Laiv i Stavangeren

### Album dal vivo
- 1996 – Laiv

### EP
- 2010 – Big-5

### Raccolte
- 1991 – Sigvarts beste ballader
- 2001 – Sigvarts favoritter

### Singoli
- 1987 – De umulige
- 1987 – I samme båt
- 1990 – Alt eg såg
- 1994 – Stup
- 2007 – Verden vil bedras
- 2007 – Et rom i huset
- 2012 – Deprimert
- 2012 – Om eg ikkje visste
- 2014 – Røst
- 2014 – Anna
- 2016 – Skip i natten (con Aina Økland Schøld)
- 2016 – Deg
- 2018 – Sammen (feat. Sophie Krüger)
- 2018 – Klokkenes klang (con Karoline Krüger)
- 2019 – Alt eg ser (con Bjørn Eidsvåg)
- 2020 – Alt eg ikkje såg (con Bjørn Eidsvåg)
- 2020 – Super 8
- 2021 – Vit at det går øve
- 2021 – Elefanten i rommet
- 2023 – Det tar lang tid (con Jonas Alaska feat. Darling West)
- 2023 – Sangen om gleden (con Helen Sjöholm)
- 2024 – I kveld ska du knusa hjertet mitt
- 2024 – Deg (con Karoline Krüger)